# Alken
Alken é um município da Bélgica localizado no distrito de Tongeren, província de Limburgo, região da Flandres.

## Demografia
Evolução da população:
- Fonte:NIS - Opm:de 1806 a 1970: censo (volkstellingen)[1]; a partir de 1980: populações em 1 de janeiro